# Gunki monogatari
Gunki monogatari (軍記物語, "Conto de guerra") é um género literário japonês típico dos períodos Kamakura e Muromachi, concentrando-se em assuntos como guerras e conflitos.

## Autores
Ao contrário de obras do período Heian, como Genji monogatari, o autor de muitos gunki monogatari é desconhecido e geralmente é considerado o trabalho de vários autores diferentes que teriam editado e reescrito as histórias várias vezes ao longo dos séculos.
Os gunki monogatari eram transmitidos principalmente de duas maneiras: como yomimono (textos escritos) e através da recitação acompanhada pelo som do Biwa de sacerdotes cegos conhecidos como biwa hōshi, que ao viajar entre diferentes lugares do Japão teriam permitido a sua propagação.